# Delmar (Wisconsin)
Delmar – miasto w Stanach Zjednoczonych, w stanie Wisconsin, w hrabstwie Sussex.